# Fritz Steuri
Fritz Steuri dit Willi Steuri, né en 1903 et décédé le 9 août 1955, est un skieur alpin suisse. Il a remporté au cours de sa carrière sportive une médaille de bronze dans chacune des disciplines de ski alpin aux championnats du monde (descente, slalom, combiné) dans les années 1930.

## Biographie
Il décède lors d'un accident de montagne. Le 9 août 1955, il est guide et maître de ski et parcourt avec le docteur FÜss et sa femme le Grünhorn en Suisse dans le massif de Finsteraarhorn lorsqu'une une plaque de neige les emporte et les entraîne dans le vide. Aucun des trois ne survit et leurs corps ont été ramenés à Grindelwald.

## Palmarès

### Championnats du monde
| Épreuve / Édition               | Descente    | Slalom      | Combiné                          |
| ------------------------------- | ----------- | ----------- | -------------------------------- |
| Mondiaux 1931 Mürren            | Bronze      | Non partant | Épreuve inexistante à cette date |
| Mondiaux 1932 Cortina d'Ampezzo | 7e          | 5e          | 7e                               |
| Mondiaux 1933 Innsbruck         | 4e          | Bronze      | Argent                           |
| Mondiaux 1934 Saint-Moritz      | 11e         | Bronze      | 5e                               |
| Mondiaux 1935 Mürren            | Bronze      | 32e         | 13e                              |
| Mondiaux 1936 Innsbruck         | 19e         | 18e         | —                                |
| Mondiaux 1937 Chamonix          | 5e          | 7e          | Bronze                           |
| Mondiaux 1938 Engelberg         | 35e         | —           | —                                |
| Mondiaux 1939 Zakopane          | Disqualifié | —           | —                                |

### Arlberg-Kandahar
- Vainqueur de la descente 1935 à Mürren
- 3e place dans le slalom 1931 à Mürren